# Нежиловичи
Нежи́ловичи (укр. Ніжиловичі) — село, входит в Бучанский район Киевской области Украины. До 2020 года входило в состав Макаровского района.

## История
Курганные захоронения у с. Нежиловичи датируются X—XI веками.
Во время Великой Отечественной войны с 1941 до ноября 1943 года селение находилось под немецкой оккупацией.
В 1972 году в селе была построена двухэтажная средняя школа.
По данным переписи 2001 года численность населения составляла 846 человек.
В связи с созданием на базе железнодорожных войск Украины государственной специальной службы транспорта, летом 2004 года находившееся в селе имущество военного городка № 16 железнодорожных войск было передано на баланс министерства транспорта Украины.

## Известные уроженцы
- Пидсуха, Александр Николаевич (1918—1990) — поэт, драматург, редактор, переводчик, общественный деятель.
- Артёменко, Виктор Семёнович (род. 1934) — бригадир комплексной монтажной бригады. Лауреат Государственной премии СССР (1975)[3].